# Barbara Wagner
Pour les articles homonymes, voir Wagner.
Barbara Wagner (née le 5 mai 1938 à Toronto, Ontario) est une ancienne patineuse artistique canadienne. Elle patinait en couple avec Robert Paul. Ensemble, ils ont remporté cinq titres de champions canadiens, quatre titres de champions du monde et une médaille d'or aux Jeux olympiques de 1960. Ils sont les premiers patineurs canadiens (et donc les premiers non-européens) en couple à avoir gagné l'or olympique.
Barbara et Robert se sont retirés de la compétition amateur en 1960. Ils ont patiné dans les rangs professionnels jusqu'en 1964, année où Barbara s'est mariée. Elle a été, par la suite, la principale entraîneuse des Ice Follies. Barbara a été admise au Temple de la renommée de Patinage Canada avec Robert Paul en 1993.

## Palmarès
Avec son partenaire Robert Paul
| Compétitions principales        | 1955 | 1956 | 1957 | 1958 | 1959 | 1960 |  |  |  |  |  |  |  |  |
| Jeux olympiques d'hiver         |      | 6e   |      |      |      | 1re  |  |  |  |  |  |  |  |  |
| Championnats du monde           | 5e   | 5e   | 1re  | 1re  | 1re  | 1re  |  |  |  |  |  |  |  |  |
| Championnats d’Amérique du Nord | 3e   |      | 1re  |      | 1re  |      |  |  |  |  |  |  |  |  |
| Championnats du Canada          | 2e   | 1re  | 1re  | 1re  | 1re  | 1re  |  |  |  |  |  |  |  |  |
|                                 |      |      |      |      |      |      |  |  |  |  |  |  |  |  |